# Walter Hamma
Walter Hamma   (Stuttgart, 22 de setembre de 1916 - Stuttgart, 11 d'agost de 1988) fou un lutier alemany, fabricant de violins.

## Biografia
El seu pare era el fabricant de violins Fridolin Hamma. Walter Hamma va ser alumne de l'escola de fabricants de violí de Mittenwald entre 1933 i 1935. Va treballar amb Ferdinand Jaura a Viena i més tard per Caressa & Francais a París. Durant la Segona Guerra Mundial el seu taller a Stuttgart va ser destruït. Després de la guerra ell i Fridolin van reconstruir la seva botiga de nou. El 1948 Walter Hamma va aconseguir el títol de mestre fabricant de violí i es va fer càrrec de la botiga el 1959. L'empresa de Hamma va esdevenir un dels principals tallers de lutheria a Europa. Walter Hamma va ser president de la Societat Internacional de Constructors de Violí, la societat EILA 1963-1965. Va ser nomenat com un dels principals experts en instruments de corda, i el seu llibre sobre els instruments italians i alemanys continuen sent llibres molt importants en el món de la fabricació de violins. El 1982 es va retirar i l'empresa familiar que havia existit des de 1864 es va tancar.